# Tephritis wulpi
Tephritis wulpi är en tvåvingeart som beskrevs av Allen L.Norrbom 1999. Tephritis wulpi ingår i släktet Tephritis och familjen borrflugor. Inga underarter finns listade i Catalogue of Life.